# Ormskär, Pyttis
Ormskär, finska: Ormikeri, är en ö i Finland. Den ligger i Finska viken och i kommunen Pyttis i landskapet Kymmenedalen, i den södra delen av landet. Ön ligger omkring 21 kilometer sydväst om Kotka och omkring 98 kilometer öster om Helsingfors.
Öns area är 5 hektar och dess största längd är 350 meter i öst-västlig riktning.